# Tovrida udde
Tovrida udde är en tätort (före 2020 småort) utanför Lekeryd i Lekeryds socken i  Jönköpings kommun. 
Samhället var ursprungligen ett fritidshusområde vid Stensjöns norra strand. 

## Befolkningsutveckling
| Befolkningsutvecklingen i Tovrida udde 2000–2020 | Befolkningsutvecklingen i Tovrida udde 2000–2020 | Befolkningsutvecklingen i Tovrida udde 2000–2020 | Befolkningsutvecklingen i Tovrida udde 2000–2020 | Befolkningsutvecklingen i Tovrida udde 2000–2020 |
| ------------------------------------------------ | ------------------------------------------------ | ------------------------------------------------ | ------------------------------------------------ | ------------------------------------------------ |
|                                                  |                                                  |                                                  |                                                  |                                                  |
| År                                               |                                                  |                                                  | Folkmängd                                        | Areal (ha)                                       |
| 2000                                             | 2000                                             |                                                  | 80                                               | 18#                                              |
| 2005                                             | 2005                                             |                                                  | 90                                               | 25#                                              |
| 2010                                             | 2010                                             |                                                  | 105                                              | 25#                                              |
| 2015                                             | 2015                                             |                                                  | 174                                              | 50#                                              |
| 2020                                             | 2020                                             |                                                  | 203                                              | 51                                               |
| Anm.: # Som småort.                              |                                                  |                                                  |                                                  |                                                  |